# 이종훈 가옥
이종훈 가옥은 전북특별자치도 군산시 개정면 운회리에 있다. 2007년 12월 20일 군산시의 향토문화유산 제15호로 지정되었다.

## 개요
전의 이씨 집성촌인 와룡(臥龍)마을에 자리 잡고 있다. 1880년대 말에 건립된 전면 5칸, 측면 2칸의 목조 기와 건물로, 1층 기단을 두고 자연석의 초석 위에 네모 기둥으로 세워져 있다. 이종훈 가옥은 많은 전통가옥들이 멸실된 오늘날 흔치 않은 조선시대 후기의 규모가 큰 전통한옥의 특성을 잘 보여주고 있다.